# П'єр Фурньє
 П'єр Фурньє (фр. Pierre Fournier; 24 червня 1906, Париж — 8 січня 1986, Женева) — французький віолончеліст та педагог. 

## Біографія
Почав навчатися гри на фортепіано під керівництвом матері, однак, після хвороби на поліомієліт, після якої йому стало складно управляти педалями, у віці дев'яти років перейшов на віолончель. Провчившись деякий час у Робера Креттлі, Фурньє швидко досяг значних успіхів, у тринадцять років вступив у Паризьку консерваторію в класи Поля Базлера та Андре Еккена, і в 1923 році закінчив її з першою премією. 
Перші роки після закінчення консерваторії Фурньє підробляв музикантом в кінотеатрах, а також був членом квартету Креттлі, у складі якого брав участь у першому виконанні струнного квартету Габріеля Форе (1925). У тому ж році почав кар'єру соліста та оркестрового музиканта в Оркестрі Колонн. 
З 1937 по 1939 роки музикант викладав в Нормальній школі музики, змінивши на посаді професора віолончелі Пабло Казальса. У ці роки виконавське мистецтво Фурньє привернуло увагу музичної громадськості, і в 1943 році (вже будучи професором Паризької консерваторії) він отримав запрошення від Жака Тібо та Альфреда Корто стати членом їх фортепіанного тріо. Чотири роки по тому Фурньє разом з Йозефом Сігеті, Вільямом Прімроузом та Артуром Шнабелем сформував фортепіанний квартет, який відвідав з гастролями багато країн Європи, а також успішно виступав у США. 
В 1956 році Фурньє разом з родиною оселився в Женеві, однак не відмовився від французького громадянства і не припинив концертну діяльність. Три роки по тому з великим успіхом пройшли гастролі віолончеліста в Москві. Фурньє брав участь у журі різних міжнародних конкурсів, в тому числі Третього Міжнародного конкурсу імені Чайковського 1966 року. 
Наприкінці 1970-х музикант відновив викладацьку діяльність у літній школі в Цюриху, а останній його публічний виступ відбувся 1984 року в Лондоні. 
Помер від геміплегії.

## Творчість
Фурньє — один з найбільших представників французької віолончельної школи XX століття. Володіючи чистим, м'яким звучанням та віртуозною технікою, він виконував твори найрізноманітніших епох і напрямків, будучи у тому числі активним пропагандистом сучасної музики. Віолончелісту присвячені твори Франка Мартена, Франсіса Пуленка, у його виконанні вперше прозвучали сонати Богуслава Мартіну та концертино Альбера Русселя. Серед відомих музикантів, з якими співпрацював Фурньє — Вільгельм Кемпф, Святослав Ріхтер, Давид Ойстрах, Фрідріх Гульда та інші. Фурньє двічі (в 1975 і 1976 роках) ставав лауреатом премії «Греммі» за найкраще камерне виконання у тріо з Генриком Шерінгом та Артуром Рубінштейном. Серед численних записів віолончеліста — всі сюїти Йоганна Себастьяна Баха, сонати Людвіга ван Бетховена, концерт Антоніна Дворжака, симфонічну поему «Дон Кіхот» Ріхарда Штрауса (під керуванням Герберта фон Караяна) та безліч інших творів. 1963 року музикант отримав звання Офіцера Ордена Почесного легіону.